# Ҍ
 Тази статия е за полумекият звук в килдин-саамския език.  За кирилската буква вижте Ят.  
Ҍ, ҍ, наричан и полумек знак, е буква от кирилицата, използвана в килдин-саамския език. Използва се за обозначаване полумекостта (палатализация) на предходните заднонебни носови съгласни [нь], както и на венечните преградни съгласни [ть], [дь].
Не бива да се бърка с наподобяващата я по облик ѣ (е-двойно).

## Кодове
| Буква | Уникод |
| ----- | ------ |
| Ҍ     | U+048C |
| ҍ     | U+048D |

В други кодировки буквата Ҍ отсъства.